# 布利

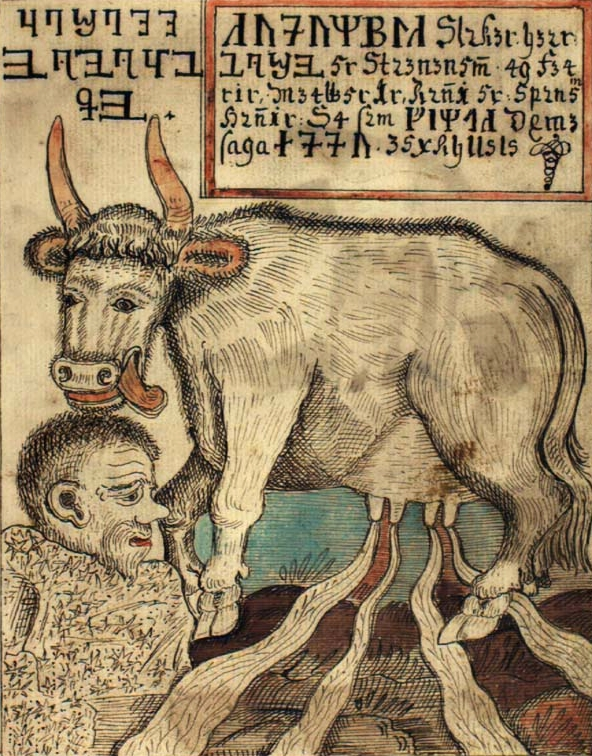
18世紀的手抄本插畫。布利由母牛舔食的冰塊中誕生。

布利（英語：Buri，古挪威語：Búri），是北欧神话中最早出現的神，包爾（Borr）的父親，奧丁（Odin）的祖父。在《散文埃達》中提到，他是由母牛歐德姆布拉（Audhumbla）舔食寒冰上的鹽粒而誕生的諸神之祖。布利後被最早的巨人尤彌爾殺害，但那之前，他已由自己身上生出了包爾。